# Список фільмів Дхоллівуду 2019
Список фільмів Дхоллівуду  що вийшли в 2019 році.

## Січень-Березень
| Прокат   | Назва                             | Жанр               | Режисер          | Зірки | Джерела |
| -------- | --------------------------------- | ------------------ | ---------------- | --- | ------- |
| 11 Січня | Коротке замикання (Short Circuit) | Наукова фантастика | Фейсал Хашмі     | RJ Dhvanit, Kinjal Rajpriya, Сміт Пандя \|\|                                                               |         |
| 18 Січня | Baap Re!                          | Драма              | Нірав Барот      | Кіран Кумар, Раунак Камдар, Мамта Чаудхарі                                                                 | [ 2 ]   |
| 31 Січня | Lapet                             | Драма              | Нішіт Брамбхатт  | Бхакти Кубават, Кетан Кумар Сагар, Віке Шах & Наян Шукла                                                   |         |
| 1 Лютого | Order Order Out Of Order          | Драма              | Дхвані Гуатам    | Раунак Камдар, Джінал Белані, Гурав Пасвала,Ананг Десаі, Хіманг Даве, Прем Гадхаві, Ояс Равал, Манан Десай | [ 3 ]   |
| Лютий    | Saheb                             | Драма              | Шайеш Праджапаті | Малхар Тхакар, Kinjal Rajpriya, Нісарг Тріведі, Архан Тріведі                                              | [ 4 ]   |